# Льодовик Денмана

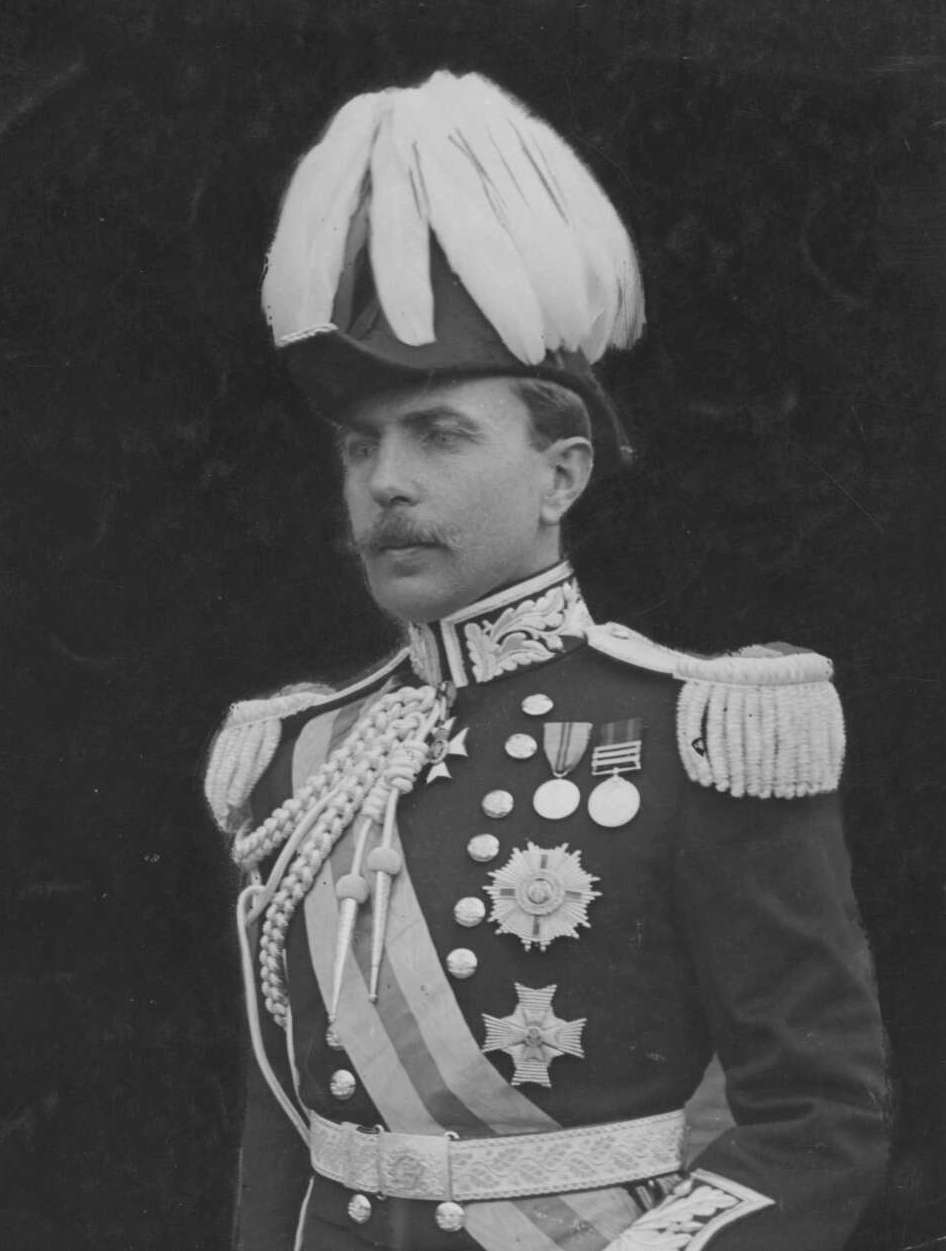
Лорд Томас Денмен

Льодовик Денмана — це льодовик на сході Антарктиди з розмірами від 13 до 19 кілометрів в ширину, довжиною близько 130 кілометрів, спускається на північ і об'єднується з льодовиковим шельфом Шеклтона на схід від острова Девіда Землі королеви Марії. Він був відкритий у листопаді 1912 року західною базовою партією австралійської антарктичної експедиції під керівництвом сера Дугласа Моусона. Моусон назвав льодовик ім'ям лорда Денмана, генерал-губернатора Австралії, який в 1911 році став  покровителем цієї експедиції.  
Під льодовиком Денмана проектом BedMachine Antarctica (під керівництвом Каліфорнійського університету в Ірвіні)  був знайдений каньйон, який визначений як найглибше природне місце на суші, або принаймні (не під рідкою водою) у всьому світі, його глибина 3500 м. нижче рівня моря.  . Ще однією з особливостей льодовика Денмана є періодично виникаючий льодовий острів Победа, який з'являється завдяки виведенню льодовика Денмана в море Моусона  .

## Дивись також
- Глаціологія
- Свердловина Kola Superdeep
- Спаатз